# Nazim Hüseynov

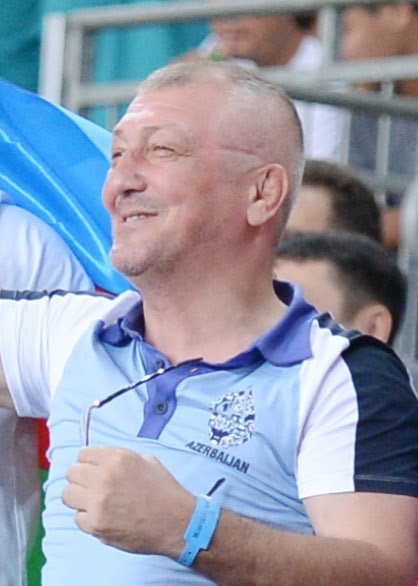
Nazim Hüseynov als Zuschauer bei den Olympischen Spielen 2016

Nazim Qalib oğlu Hüseynov (* 2. August 1969 in Baku) ist ein ehemaliger sowjetischer Judoka, der ab 1993 für Aserbaidschan antrat. Er trat im Superleichtgewicht (bis 60 kg) an und gewann in dieser Gewichtsklasse eine olympische Goldmedaille und zwei Europameistertitel.

## Sportliche Karriere
Hüseynov gewann, für die Sowjetunion startend, 1989 zwei internationale Juniorenturniere in Marseille und Kiew. 1991 siegte er beim Weltcupturnier in Budapest. Bei den Weltmeisterschaften 1991 in Barcelona siegte er in seinen ersten drei Kämpfen und unterlag im Halbfinale gegen den Japaner Tadanori Koshino. Den Kampf um Bronze gewann er gegen den Kubaner Israel Hernández.
1992 trat keine sowjetische Mannschaft mehr an, sondern das Vereinte Team als Vertretung der Gemeinschaft unabhängiger Staaten (GUS). Bei den Europameisterschaften in Paris gewann Hüseynov fünf Kämpfe, im Finale besiegte er den Franzosen Philippe Pradayrol. In Barcelona bei den Olympischen Spielen 1992 bestritt und gewann er sechs Kämpfe. Im Halbfinale überwand er mit Tadanori Koshino den amtierenden Weltmeister, im Finale schlug er den Südkoreaner Yoon Hyun mit einer Koka-Wertung.
Bei den Europameisterschaften 1993 in Athen trat Hüseynov für Aserbaidschan an. Im Finale besiegte er den noch für Russland startenden Hüseyin Özkan, der sieben Jahre später erster türkischer Judo-Olympiasieger werden sollte. Bei den Weltmeisterschaften in Hamilton besiegte Hüseynov im Halbfinale den Georgier Giorgi Wasagaschwili, im Finale unterlag er dem Japaner Ryūji Sonoda. Auch bei den Europameisterschaften 1994 erreichte Hüseynov das Finale und unterlag dort gegen den Italiener Girolamo Giovinazzo. 1995 belegte er bei den Weltmeisterschaften in Chiba den fünften Platz, den Kampf um Bronze verlor er gegen Ryūji Sonoda. 1996 bei den Olympischen Spielen in Atlanta bestritt Hüseynov zwei Kämpfe und schied nach einem Sieg und einer Niederlage aus.
Er war noch bis 2000 aktiv, konnte aber nicht mehr an seine großen Erfolge anknüpfen. Nach seiner Karriere arbeitete er als Judotrainer, so betreute er ab 2007 die italienischen Judoka.